# أدولف دي أرتشياك
أدولف دي أرتشياك (بالفرنسية: Adolphe d'Archiac)‏‏ ولد في 24 سبتمبر 1802 في مدينة رانس وتوفي في 24 ديسمبر 1868 في باريس، هو جيولوجي وعالم أحفوريات فرنسي.

## النشأة
ولد في ريمس وتلقى تعليمه في مدرسة سان سير العسكرية. خدم تسع سنوات كضابط في سلاح الفرسان حتى عام 1830، ثم تقاعد من الخدمة. وقبل ذلك كان قد نشر قصة حب تاريخية (Zizim، ou les Chevaliers de Rhodes، roman Historique du XVe siècle)؛ ولكن أصبحت الجيولوجيا تركيزه الأساسي فيما بعد. في أعماله العلمية السابقة التي يرجع تاريخها إلى عام 1835، وصف التكوينات الثلاثية والطباقية في فرنسا وبلجيكا وإنجلترا، وتناول بشكل خاص توزيع المستحاثات جغرافيا وبالتسلسل. في وقت لاحق قام بالتحقيق في التكوينات الكربونية والديفونية والسيلورية.

## أعماله
من أفضل أعماله كتاب (بالفرنسية: Histoire des progrès de la géologie de 1834 à 1859)‏ الذي نشر في ثمانية مجلدات (1847-1860). في عام 1853 حصل على وسام ولستون من جمعية لندن الجيولوجية. في نفس العام مع جول هايم (1824-1856) نشر دراسة عن تكوين النيموليت في الهند. في عام 1857 تم انتخابه كعضو في الأكاديمية الفرنسية للعلوم، وفي عام 1861 تم تعيينه أستاذاً لعلوم الأحفوريات في المتحف الوطني للتاريخ الطبيعي في باريس. من أعماله المشهورة (بالفرنسية: Paléontologie stratigraphique)‏ في ثلاثة مجلدات (1864-1865)؛ (بالفرنسية: Géologie et paléontologie)‏‏ (1866)‏ وإسهاماته في علم الحفريات القديمة (1866).‏

## الوفاة
بينما كان يعاني من الاكتئاب الشديد انتحر برمي نفسه في نهر السين عشية عيد الميلاد عام 1868.

## قراءة معمقة
- Birembaut، Arthur (1970). "Archiac, Étienne-Jules-Adolphe Desmier (or Dexmier) de Saint-Simon, Vicompte d'". Dictionary of Scientific Biography. New York: Charles Scribner's Sons. ج. 1. ص. 209–212. ISBN:0-684-10114-9.

## روابط خارجية
- تصنيف أو سي إل سي قائمة منشورات أدولف دي أرتشياك.